# بئر حدادة
بئر حدادة، بلدية بدائرة عين آزال ولاية سطيف

## الموقع الجغرافي
تقع جنوب عاصمة الولاية تحدها شمالا بلدية قجال وقلال وشرقا بلدية عين لحجر وغربا بلدية عين ولمان وجنوبا بلدية عين آزال وصالح باي وهي بذلك تحتل موقعا هاما باعتبارها همزة وصل بين مختلف بلديات جنوب الولاية حيث يقطعها الطريق الوطني رقم 78 بالإضافة إلى الطريق الولائي رقم 171 الرابط بين عين ولمان والعلمة وبارتفاع يقدر بحوالي 800م عن سطح البحر.

## السكان والنشاطات
ويبلغ تعدادها السكاني حوالي 23000 نسمة(2015) يغلب عليها الطابع الفلاحي خاصة في مجال البيوت البلاستيكية وكذا تربية الدواجن 
وهي واقعة بين جبل سكرين جنوبا وجبل يوسف شمالا والذي يضم حوالي 12 محجرة أثرت سلبا على الطبيعة والسكان، يتوزع سكانها على مداشر وقرى أهمها :  القنادزة ٫الشواورة، أولاد سباع، الضواوقة، أولاد ساتة، ذراع الوسط، أولاد احميدة، أولاد أوصيف، السحامدة، الزياينة ...إلخ
يوجد بهذه البلدية عدد من الشهداء والمجاهدين وأبرزهم الشهيد قندوز الميلود وصالح سرسور مسؤول فوج الكوماندوس، وبن سباع محمد.